# (100553) Dariofo
(100553) Dariofo  es un asteroide perteneciente al cinturón de asteroides, descubierto el 2 de abril de 1997 por Vittorio Goretti desde el Observatorio de Pianoro, en Italia.

## Designación y nombre
Dariofo se designó inicialmente como 1997 FA. Más adelante, fue nombrado en honor al dramaturgo italiano (premio Nobel de Literatura) Dario Fo (1926-2016).

## Características orbitales
Dariofo orbita a una distancia media del Sol de 1,7845 ua, pudiendo acercarse hasta 1,4933 ua y alejarse hasta 2,0756 ua. Tiene una excentricidad de 0,1631 y una inclinación orbital de 9,8061° (grados). Emplea en completar una órbita alrededor del Sol 870 días.

## Características físicas
Su magnitud absoluta es 16,6.